# Tri (filme)
Tri é um filme de drama iugoslavo de 1965 dirigido e escrito por Aleksandar Petrović.

## Elenco
- Bata Živojinović - Miloš Bojanić
- Nikola-Kole Angelovski
- Stole Aranđelović
- Dragomir Bojanić
- Milan Jelić
- Branislav Jerinić - Komandir
- Laza Jovanović
- Mirjana Kodžić
- Vesna Krajina - Vera
- Voja Mirić - Partizan